# 북인천여자중학교
북인천여자중학교(北仁川女子中學校)는 대한민국 인천광역시 계양구 효성동에 있는 공립 중학교이다.

## 학교 연혁
- 1960년 3월 17일 : 북인천 중학교 설립 인가(6학급)
- 1960년 4월 10일 : 북인천 중학교 개교(3학급)
- 1962년 3월 10일 : 북인천 상업고등학교 설립(상고 3학급)
- 1969년 10월 22일 : 북인천 여자중학교로 교명 변경
- 1972년 2월 28일 : 북인천 상업고등학교 폐교
- 1977년 2월 28일 : 산업체 특별학급 설치 인가
- 1978년 3월 28일 : 산업체 특별학급 1학급 60명 입학식 거행
- 1984년 3월 28일 : 계양구 효성동 551-1번지 신축 현교사로 이전
- 1994년 3월 1일 : 산업체 특별학급 폐지, 학칙 변경 37학급
- 1997년 12월 26일 : 교실 증축(9교실)
- 2003년 6월 19일 : 교직원 체력 단련실 준공
- 2005년 4월 19일 : 체육관 "장미관" 준공식
- 2020년 3월 1일 : 제24대 이영자 교장 취임
- 2023년 2월 28일 : 미래형 정보교실(멀티미디어실) 환경개선사업 완료
- 2024년 1월 19일 : 제63회 졸업식(133명) (총 졸업인원 26,862명)
- 2024년 3월 4일 : 1학년 145명 입학(5학급)

## 참고 자료
- 북인천여자중학교 - 한국교육학술정보원 학교알리미